# 極楽寺 (鎌倉市の地名)
極楽寺（ごくらくじ）は、神奈川県鎌倉市の町名。現行行政地名は極楽寺一丁目から極楽寺四丁目。住居表示実施済み区域。郵便番号は248-0023。

## 概要
大字極楽寺は1969年2月1日に住居表示が施行され、稲村ガ崎および極楽寺一-四丁目となった。1969年4月20日に、大字極楽寺の一部が七里ガ浜三丁目に編入された。1985年8月5日に、極楽寺四丁目の一部が鎌倉山へ編入された。
1970年代に極楽寺駅付近がテレビドラマ『俺たちの朝』のロケ地となったため、観光客が急増し「極楽寺族」と評された。

### 町名の変遷
| 実施後       | 実施年月日   | 実施前（特記なければ各字名ともその一部）                                 |
| ------------ | ------------ | ------------------------------------------------------------------------ |
| 極楽寺一丁目 | 1969年2月1日 | 大字極楽寺字上町・字下手ケ久保・字金山、大字坂ノ下字霊仙                 |
| 極楽寺二丁目 | 1969年2月1日 | 大字極楽寺字上町・字馬場ケ谷                                             |
| 極楽寺三丁目 | 1969年2月1日 | 大字極楽寺字上町・字下手ケ久保・字砂子坂・字迎山（全域）・字寺中（全域） |
| 極楽寺四丁目 | 1969年2月1日 | 大字極楽寺字馬場ケ谷・字正福寺・字西ケ谷（全域）                         |

## 世帯数と人口
2023年（令和5年）9月1日現在（鎌倉市発表）の世帯数と人口は以下の通りである。
| 丁目         | 世帯数  | 人口    |
| ------------ | ------- | ------- |
| 極楽寺一丁目 | 289世帯 | 598人   |
| 極楽寺二丁目 | 242世帯 | 563人   |
| 極楽寺三丁目 | 156世帯 | 343人   |
| 極楽寺四丁目 | 102世帯 | 225人   |
| 計           | 789世帯 | 1,729人 |

### 人口の変遷
国勢調査による人口の推移。
| 年                 | 人口  |
| ------------------ | ----- |
| 1995年（平成7年）  | 2,027 |
| 2000年（平成12年） | 1,960 |
| 2005年（平成17年） | 1,899 |
| 2010年（平成22年） | 1,876 |
| 2015年（平成27年） | 1,881 |
| 2020年（令和2年）  | 1,769 |

### 世帯数の変遷
国勢調査による世帯数の推移。
| 年                 | 世帯数 |
| ------------------ | ------ |
| 1995年（平成7年）  | 741    |
| 2000年（平成12年） | 767    |
| 2005年（平成17年） | 776    |
| 2010年（平成22年） | 814    |
| 2015年（平成27年） | 825    |
| 2020年（令和2年）  | 792    |

## 学区
市立小・中学校に通う場合、学区は以下の通りとなる（2017年7月）。
| 丁目         | 番地 | 小学校                 | 中学校             |
| ------------ | ---- | ---------------------- | ------------------ |
| 極楽寺一丁目 | 全域 | 鎌倉市立稲村ケ崎小学校 | 鎌倉市立御成中学校 |
| 極楽寺二丁目 | 全域 | 鎌倉市立稲村ケ崎小学校 | 鎌倉市立御成中学校 |
| 極楽寺三丁目 | 全域 | 鎌倉市立稲村ケ崎小学校 | 鎌倉市立御成中学校 |
| 極楽寺四丁目 | 全域 | 鎌倉市立稲村ケ崎小学校 | 鎌倉市立御成中学校 |

## 事業所
2021年（令和3年）現在の経済センサス調査による事業所数と従業員数は以下の通りである。
| 丁目         | 事業所数 | 従業員数 |
| ------------ | -------- | -------- |
| 極楽寺一丁目 | 12事業所 | 33人     |
| 極楽寺二丁目 | 14事業所 | 24人     |
| 極楽寺三丁目 | 14事業所 | 82人     |
| 極楽寺四丁目 | 3事業所  | 4人      |
| 計           | 43事業所 | 143人    |

### 事業者数の変遷
経済センサスによる事業所数の推移。
| 年                 | 事業者数 |
| ------------------ | -------- |
| 2016年（平成28年） | 42       |
| 2021年（令和3年）  | 43       |

### 従業員数の変遷
経済センサスによる従業員数の推移。
| 年                 | 従業員数 |
| ------------------ | -------- |
| 2016年（平成28年） | 112      |
| 2021年（令和3年）  | 143      |

## 交通
- 江ノ島電鉄  江ノ島電鉄線
  - 極楽寺駅

## 施設
- 極楽寺
- 鎌倉市立稲村ケ崎小学校

## その他

### 日本郵便
- 郵便番号 : 248-0023[3]（集配局 : 鎌倉郵便局[19]）。